# 吉野山蒔絵見台
吉野山蒔絵見台（よしのやままきえけんだい）は、吉野山の桜を蒔絵で描いた見台（書物を置く台）である。

## エピソード
1873年のウィーン万国博覧会の展示後の帰国時に、日本へ輸送していた船ニール号が、静岡県伊豆半島の沖で遭難し（ニール号遭難事故参照）、この見台は他の多くの美術品とともに海中に没した。18か月後に引き上げられて無事が確認されたため、翌年のフィラデルフィア万国博覧会ににも再び展示された。